# Фреймут, Мацей
Маце́й Фре́ймут (пол. Maciej Freimut; 24 февраля 1967, Вомбжезьно) — польский гребец-байдарочник, выступал за сборную Польши в конце 1980-х — середине 1990-х годов. Серебряный призёр летних Олимпийских игр в Барселоне, чемпион мира, серебряный и бронзовый призёр чемпионата Европы, победитель многих регат национального значения.

## Биография
Мацей Фреймут родился 24 февраля 1967 года в городе Вомбжезьно Куявско-Поморского воеводства. Активно заниматься греблей начал в раннем детстве, проходил подготовку в спортивных клубах «Орла» в Валче и «Завиша» в Быдгоще.
Первого серьёзного успеха на взрослом международном уровне добился в 1988 году, когда попал в основной состав польской национальной сборной и благодаря череде удачных выступлений удостоился права защищать честь страны на летних Олимпийских играх в Сеуле — в составе четырёхместного экипажа, куда также вошли гребцы Войцех Курпевский, Казимеж Кшижаньский и Гжегож Кравцув, сумел пробиться в финальную стадию турнира, был близок к призовым позициям, тем не менее, в решающем заезде оказался на финише только пятым. При этом в двойках вместе с Курпевским на пятистах метрах показал в финале шестой результат.
В 1989 году Фреймут выступил на чемпионате мира в болгарском Пловдиве, где стал бронзовым призёром в двойках на пятистах метрах и серебряным призёром в четвёрках на тысяче метрах. Год спустя на домашнем мировом первенстве в Познани получил серебряную медаль среди одиночек на километре. Будучи одним из лидеров гребной команды Польши, благополучно прошёл квалификацию на Олимпийские игры 1992 года в Барселоне — на сей раз в четвёрках на дистанции 1000 метров был шестым, тогда как в двойках в паре с Курпевским на дистанции 500 метров завоевал серебряную медаль, проиграв немецкому экипажу Кая Блума и Торстена Гуче.
Став серебряным олимпийским призёром, Мацей Фреймут остался в основном составе польской национальной сборной и продолжил принимать участие в крупнейших международных регатах. Так, в 1993 году он представлял страну на чемпионате мира в Копенгагене, где выиграл серебро в программе байдарок-двоек на полукилометровой дистанции и программе байдарок-четвёрок на километровой дистанции. В следующем сезоне побывал на мировом первенстве в Мехико, откуда привёз награду золотого достоинства, выигранную в двойках на дистанции 200 метров. Ещё через год на аналогичных соревнованиях в немецком Дуйсбурге добавил в послужной список бронзовую медаль зачёта двухместных байдарок на дистанции 500 метров.
В 1996 году отправился представлять страну на Олимпийских играх в Атланте, но на сей раз до призового места не добрался, вместе с напарником Адамом Высоцким в финале полукилометровой дисциплины пришёл к финишу пятым. На чемпионате Европы 1997 года в двойках выиграл бронзовую медаль на двухстах метрах и серебряную на пятистах. Вскоре по окончании этих соревнований принял решение завершить карьеру профессионального спортсмена, уступив место в сборной молодым польским гребцам.